# Monstera tuberculata
Espèce
Monstera tuberculata est une espèce de liane grimpante du genre Monstera appartenant à la famille des aracées. Elle a été décrite par Lundell en 1939.

## Description
Cette plante vivace possède des feuilles ovales de 8 cm à 18 cm de longueur et de 5 cm à 11 cm de largeur à la base cornée et au bout souvent aigu. Leur pétiole, qui mesure d'1 cm à 4 cm, est glabre.
Les fleurs bisexuées de Monstera tuberculata, d'un jaune clair blanchâtre, sont groupées en spadices axillaires et cylindriques qui mesurent de 6 à 9 cm de longueur et de 2 à 3 cm de diamètre. Les spadices possèdent une spathe blanchâtre convolutée et hémisphérique de 5 cm à 9 cm de longueur. Elle est coriace à l'apex acuminé.

## Sous-espèces
- Monstera tuberculata var. brevinoda (Standl. & L.O.Williams) Madison 1977[3] (Nicaragua, Costa Rica et Panama)
- Monstera tuberculata var. tuberculata (du Mexique au Bélize)

## Synonymes
- Philodendron brevinodum

## Distribution
Monstera tuberculata se rencontre en Amérique centrale néotropicale dans les forêts humides de basse altitude du Mexique, puis du Nicaragua, du Costa Rica et du Panama, jusqu'au Bélize.